# Dactylorhiza cruenta
Dactylorhiza cruenta es una especie de orquídea terrestre de la subfamilia Orchidoideae. Es natural del este de Europa.
En The Plant List la clasifican como un sinónimo de Dactylorhiza incarnata subsp. cruenta (O.F.Müll.) P.D.Sell

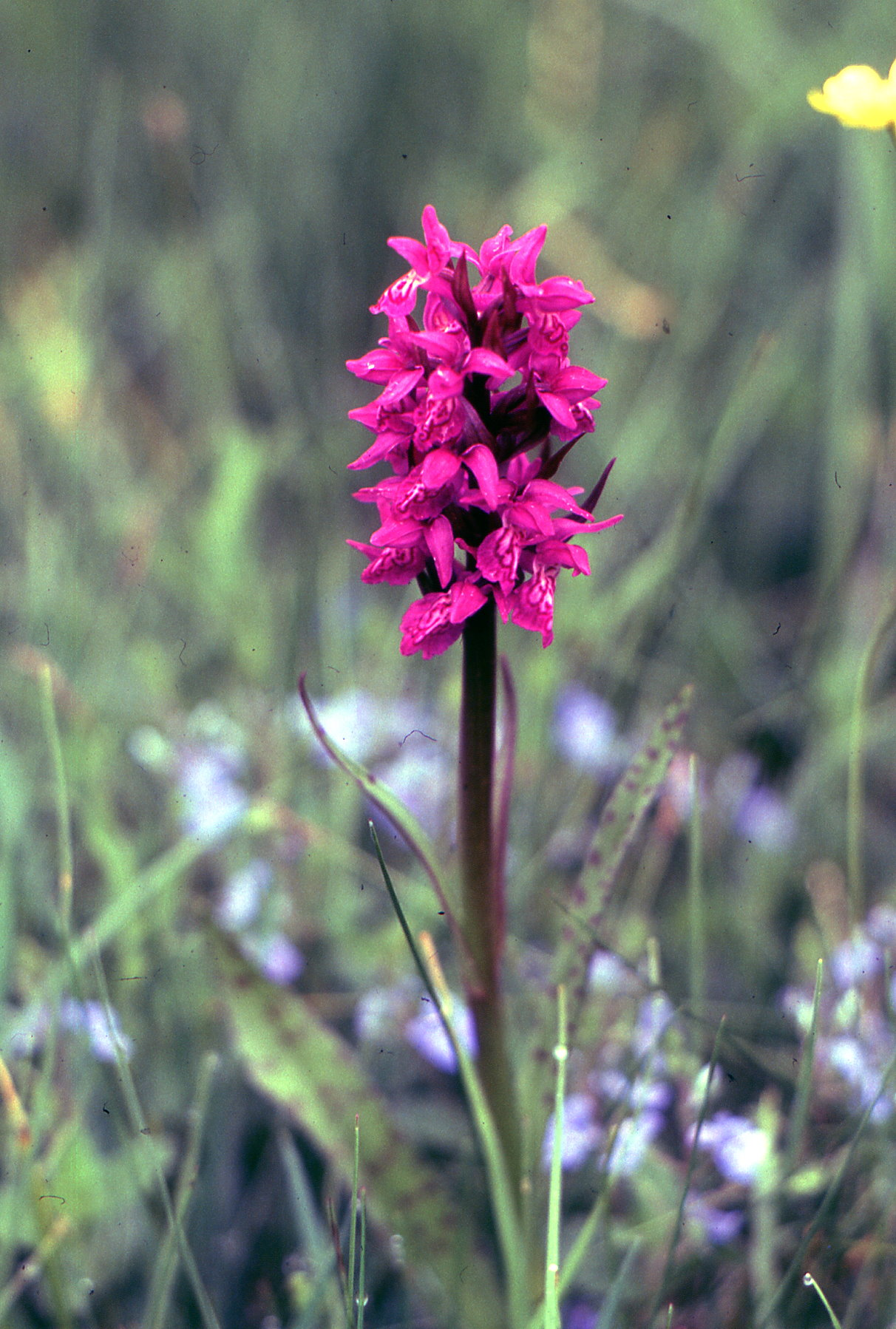
Inflorescencia

## Distribución y hábitat
Se encuentra en Noruega, Suecia, Finlandia, Francia, Alemania, Suiza, Austria, Italia, Polonia y Rusia, crece a pleno sol en suelos muy calcáreos, sustratos húmedos en las marismas, pantanos con helechos, en bosques de coníferas y prados húmedos a elevaciones de 1100 a 2500 m s. n. m.

## Descripción
Es una planta que alcanza hasta 35 cm de altura con bellas flores color rosa pálido con motas más oscuras, las que se hallan agrupadas en racimos terminales. Tiene un tallo robusto con 3 a 5 hojas, manchadas de color marrón-violeta en ambas lados, extendidas,  a menudo curvadas hacia abajo, oval-lanceoladas. Presentan una o dos  inflorescencias en racimo de 15 a 35 cm de largo cuyas flores abren hacia el final de la primavera y comienzos del verano. 

## Taxonomía
Dactylorhiza cruenta fue descrita por (O.F.Müll.) Soó y publicado en Nom. Nova Gen. Dactylorhiza 4. 1962.
Etimología
Dactylorhiza: nombre genérico que procede de las palabras griegas: "daktylos" (dedo) y "rhiza" (raíz). Esto es por la forma de los dos  tubérculos subterráneos que caracteriza a las especies del género.
cruenta: epíteto latíno que significa "de color rojo sangre"
Sinonimia
- Orchis cruenta O.F. Müll. (1782) (Basónimo)
- Orchis incarnata subsp. cruenta (O.F. Müll.) Nyman (1882)
- Dactylorchis cruenta (O.F. Müll.) Verm. (1947)
- Dactylorchis incarnata var. cruenta (O.F. Müll.) Verm. 1947;
- Dactylorhiza cruenta f. ochrantha Wief. in J.Landwehr 1977;
- Dactylorhiza incarnata subsp. cruenta (O.F. Müller) P.D. Sell 1967;
- Dactylorhiza incarnata subsp. haematodes (Rchb.) Soó 1962 ;
- Dactylorhiza incarnata var. cruenta (O.F. Müll.) Hyl. ?;
- Dactylorhiza incarnata var. hyphaematodes (Neuman) Løjtnant 1978;
- Orchis cruentiformis Neuman 1909;
- Orchis durandii Boissier & Reuter 1852;
- Orchis haematodes Rchb. 1830;
- Orchis incarnata var. haematodes (Rchb.) M.Schulze 1907;
- Orchis incarnata var. hyphaematodes Neuman 1909;
- Orchis matodes Rchb.f. 1851[4]